# 朝阳路 (北京)
39°54′51″N 116°28′40″E / 39.91418°N 116.47790°E
朝阳路是位于中国北京市朝阳区西部的一条道路，属于 102国道的一段。

## 简介
朝阳路东起通州区八里桥，西至东三环北路京广桥，与朝阳门外大街相接。朝阳门外大街西端旧有朝阳门，因此得名。朝阳路历史可追溯到至元九年（1272年）创立元大都时连接北京和通州的土路。清朝雍正七年，主路改为京通石道，穿过通州到北运河，长四十余里，宽二丈。石路两侧还有土路，各宽一丈五尺。民国六年（1917年），自大黄庄至通县的路段改筑公路，铺设沥青，时称“博爱路”。中华人民共和国成立后，于1950年代拓宽，更名朝阳路。1980年代后，又拓宽改建为三幅双向四车道公路。
朝阳路东段原名“京榆路”，是北京至山海关公路的起点，为解决北京至北戴河一东北地区的交通拥堵问题而修建。

## 图片

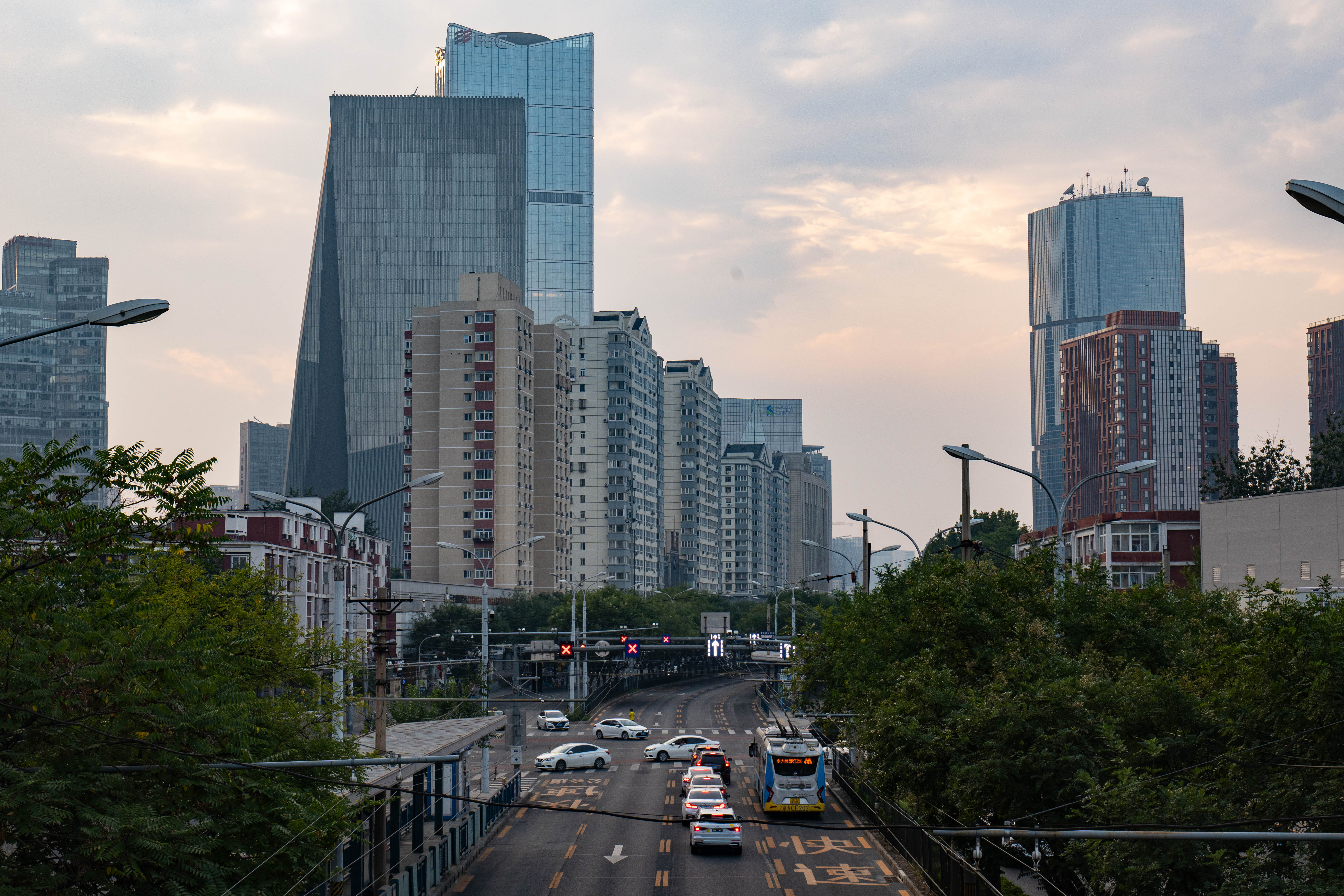
朝阳路小庄路口（2023年10月）
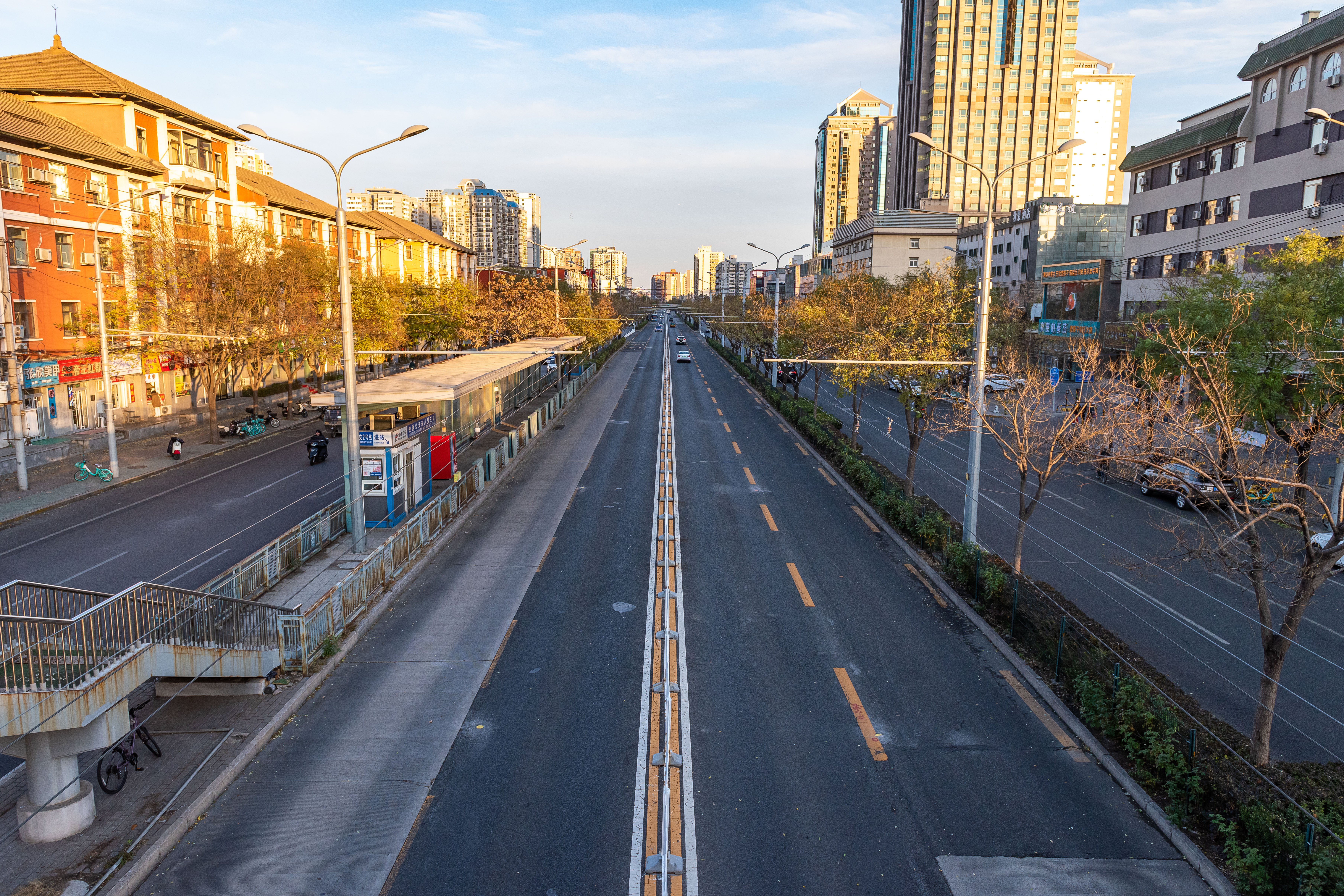
朝阳路东八里庄段（2024年11月）
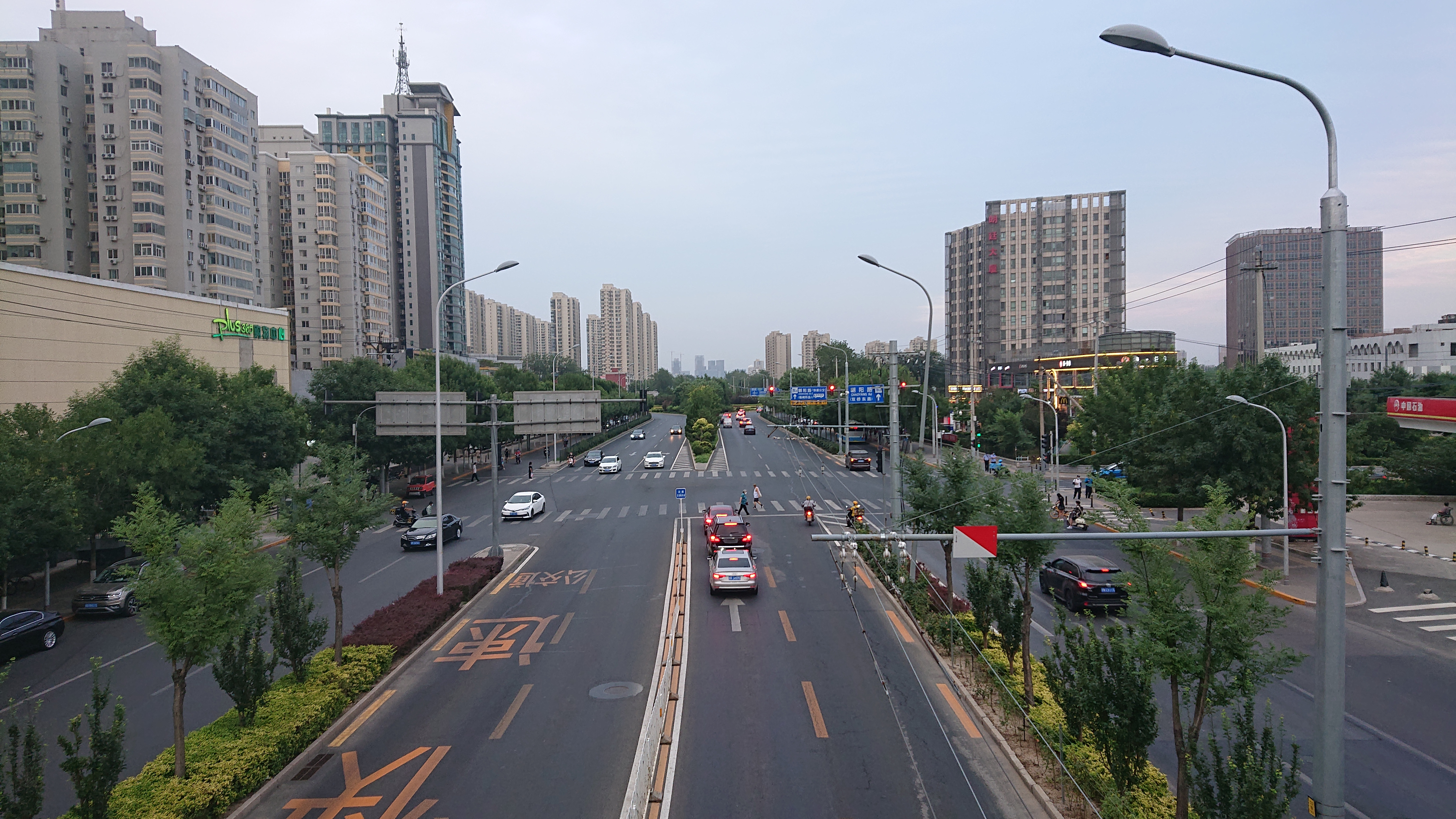
朝阳路管庄段（2020年6月）
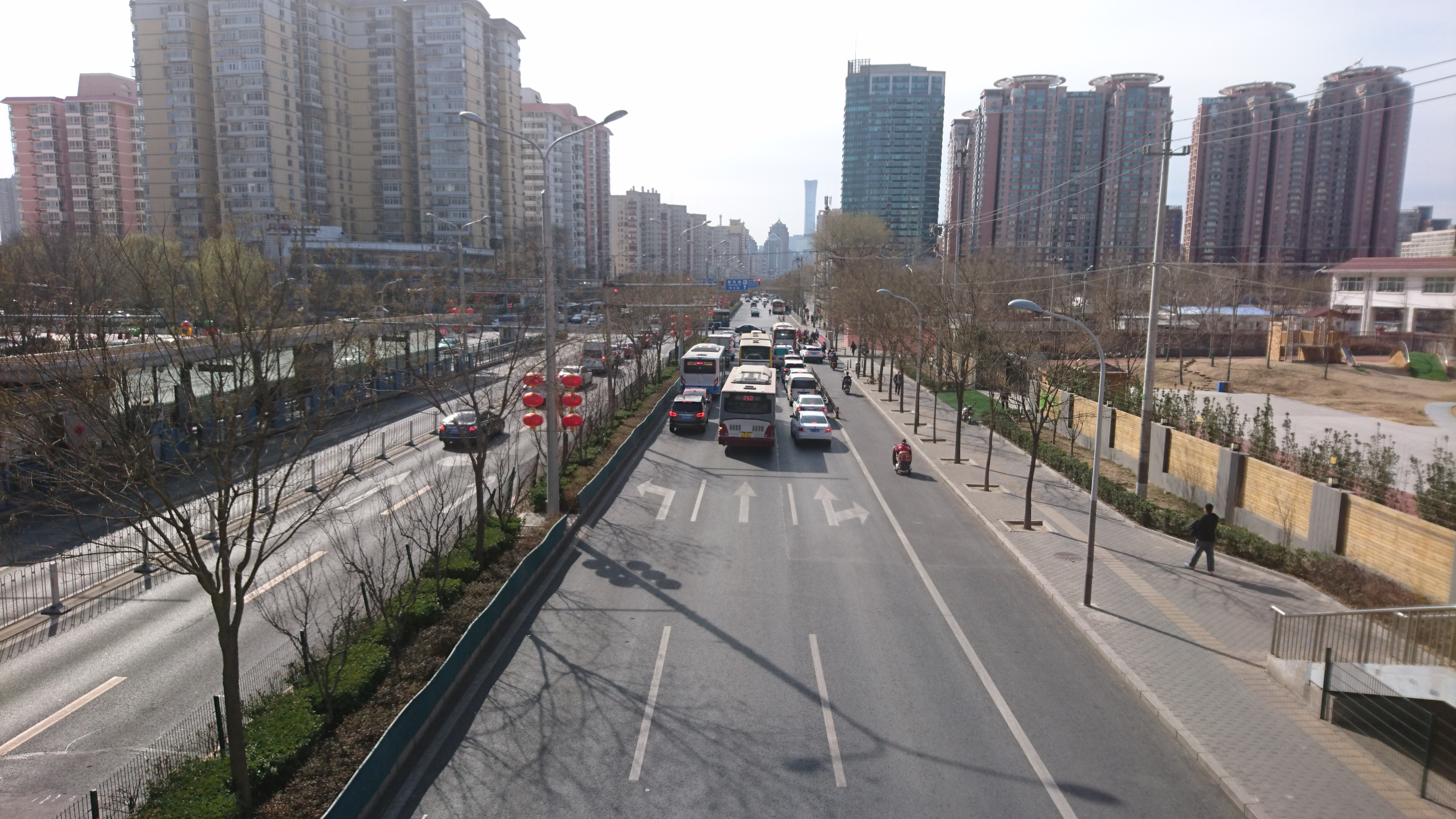
朝阳路太平庄段（2019年3月）
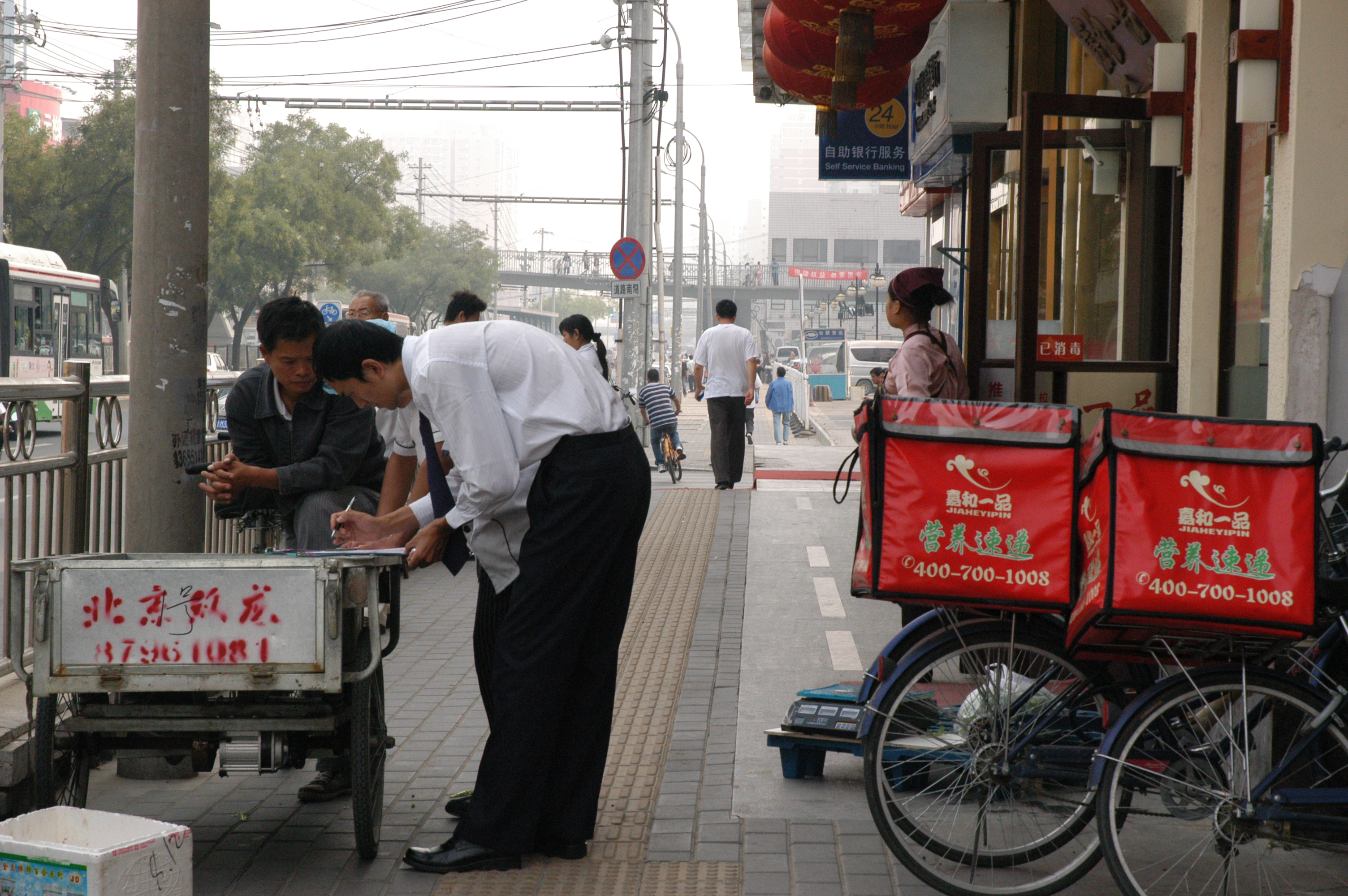
朝阳路南侧（2009年）